# Saudi-arabische Staatsangehörigkeit

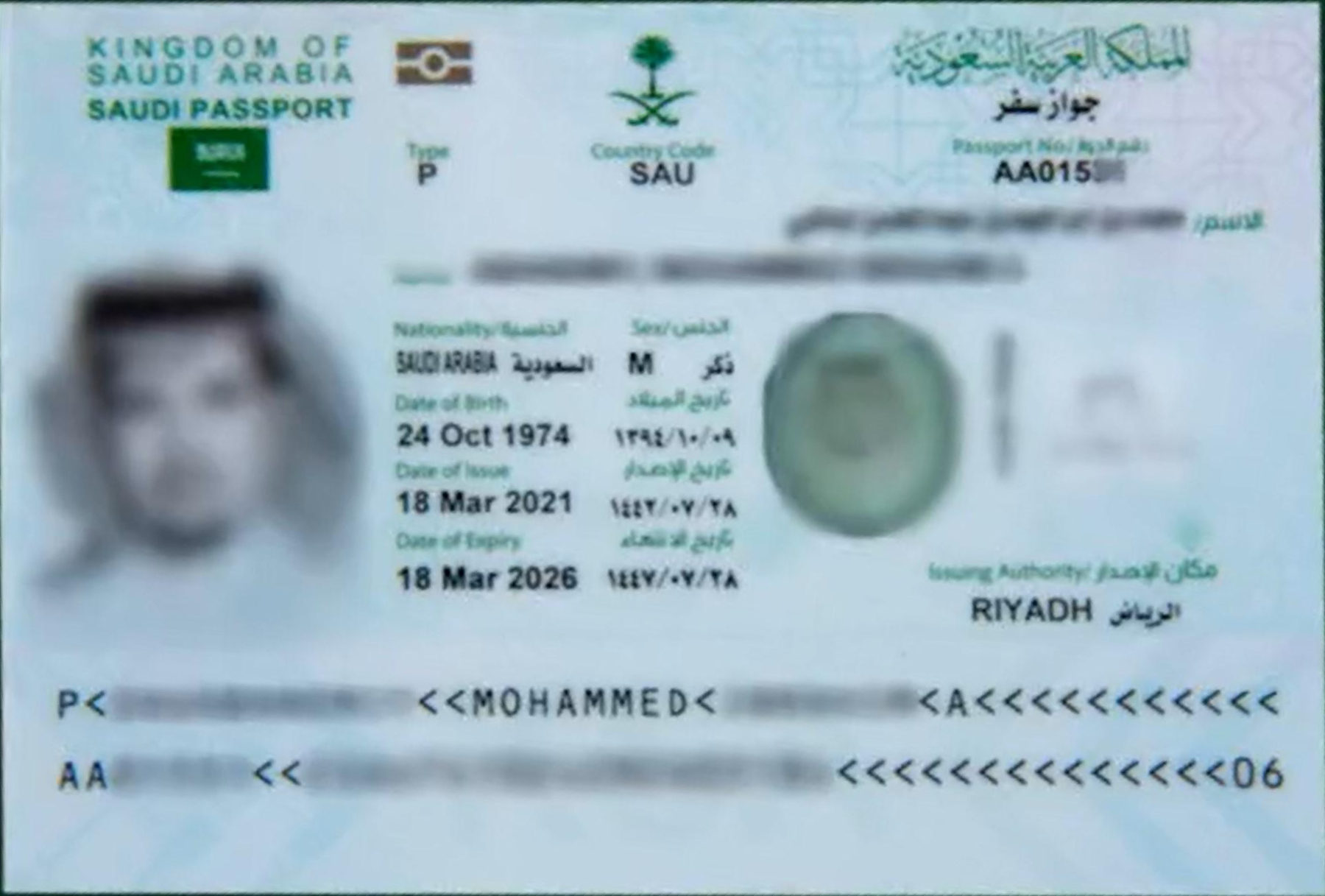
Datenseite eines saudischen Reisepasses mit Angabe der Staatsangehörigkeit.

Die saudi-arabische Staatsangehörigkeit bestimmt die Zugehörigkeit einer Person zum Königreich Saudi-Arabien mit den zugehörigen Rechten und Pflichten. Das Staatsangehörigkeitsrecht folgt vor allem dem Abstammungsprinzip (ius sanguinis) in der männlichen Linie.

## Historisches

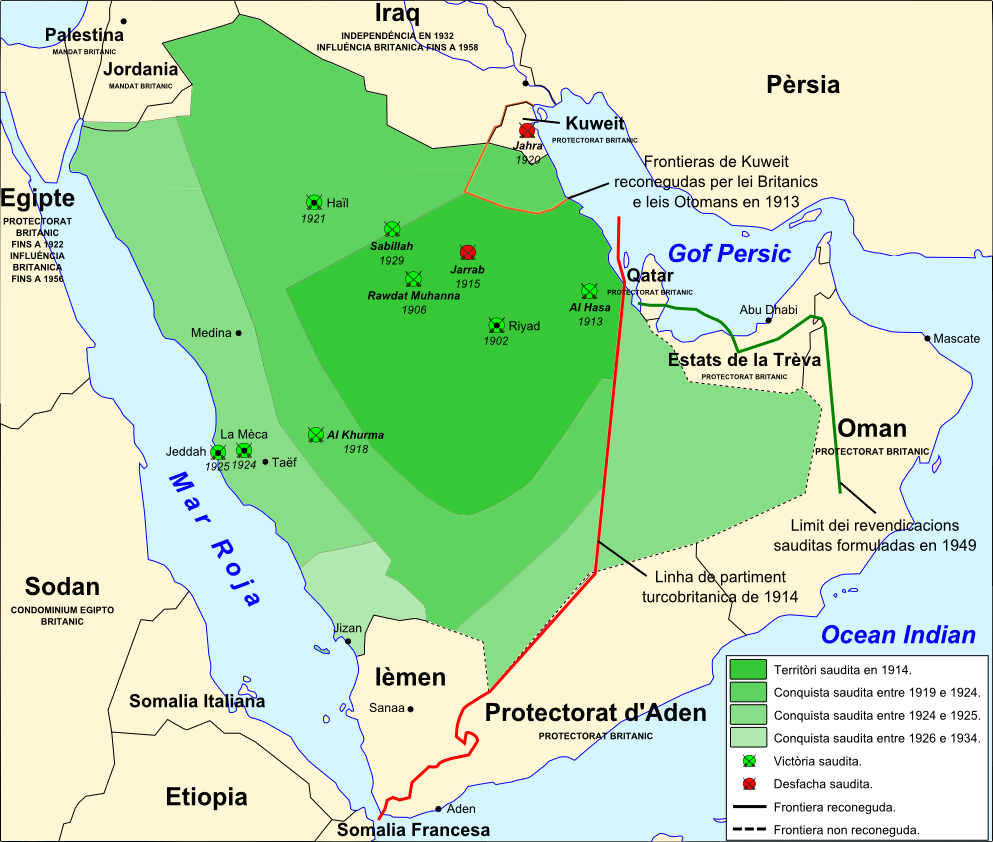
Saudische Expansion 1914-34.

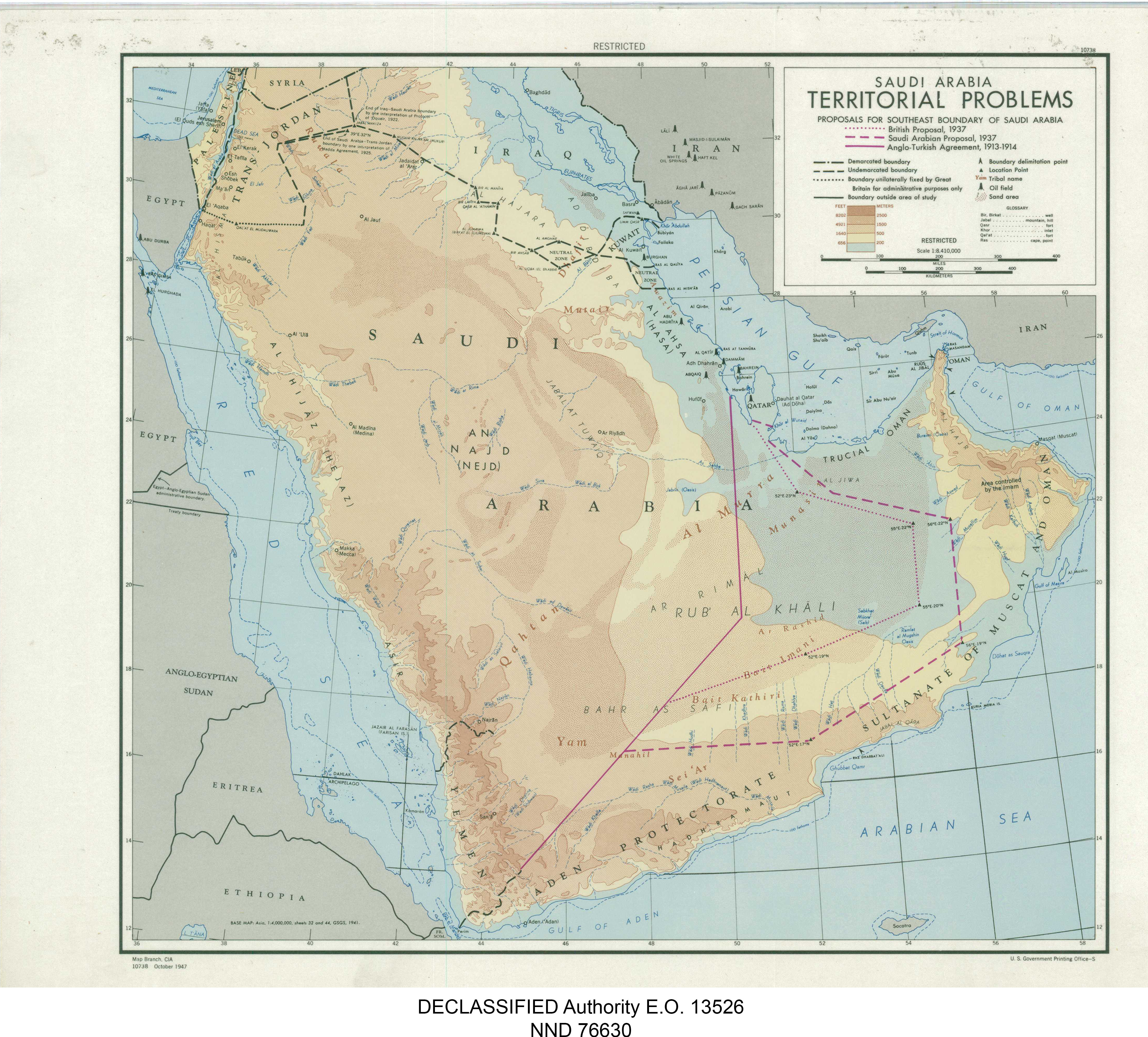
Unklare Grenzziehungen in Arabien, 1948.

Die osmanischen Sultane, auch in ihrer Eigenschaft als Kalifen rechneten die gesamte, dünnbesiedelte arabische Halbinsel als Teil ihres Reichs, auch wenn der Anspruch in den Kriegen um das Vilâyet Jemen 1904/5 und beim Araberaufstand 1911 immer schlechter durchsetzbar war. Es galt das osmanische Staatsangehörigkeitsgesetz 1869. Die Briten setzten seit den 1880ern durch, dass die Kapitulationen auch für den Hedschas angewandt wurden, so konnten sie ihrer Schutzgenossen (“protected person”), vor allem islamische Pilger aus Britisch-Indien und Araber aus dem Bereich der Persian Gulf Residency, konsularisch schützen. Zu diesem Punkt gab es in den 1930ern Streitigkeiten mit den nun etablierten Saudis, die alle hier lebenden Muslime als ihre Untertanen betrachteten.
Spätestens durch die Arabische Revolte seit 1916 und mit der britischen Übernahme der Protektorate für Kuweit und Bahrain war der türkische Anspruch eher theoretisch. Die wahren Herrscher Arabiens wurden Stammesführer (Klanoberhäupter), deren Bindung zu ihren Untertanen eine feudale, also in der Person gebundene, war. Im ca. 470.000 km² haschemitischen Königreich Hedschas wohnten damals geschätzt 900.000 Menschen. Einer dieser Klanführer war Ibn Saud, der in drei Stufen aggressiv einen zentralen Staat schuf, der seit 1931 Saudi-Arabien heißt. Durch die Eroberung der heiligen Stätten hatte er seinen Machtanspruch gesichert. Die Region Asir (größer als die heutige Provinz) unterwarf sich 1926, endgültig erobert wurde sie im Saudi-Jemenitischen Krieg 1934.
Eine Rolle in Staatsangehörigkeitsfragen spielen auch die familienrechtlichen Regeln der Scharia, die von den saudischen Wahhabiten besonders streng ausgelegt wird. Frauen gesteht diese eine eigene Rechtspersönlichkeit allenfalls als Witwen zu, wenn diese keine nahen männlichen Verwandten (mahram) mehr haben. Immerhin erhalten Frauen seit 2002 einen eigenen Personalausweis ab dem 15. Geburtstag; seit 2008 geht dies sogar ohne Zustimmung des männlichen Vormunds. Bis heute gilt: „Ein Ungläubiger kann kein Saudi sein.“

### Staatsangehörigkeitsverordnung 24. Sept. 1926
Die Staatsangehörigkeitsverordnung wurde zunächst nur für das neu eroberte Gebiet des Hedschas erlassen. Die Notwendigkeit eines solchen Staatsangehörigkeitsgesetzes kann man als Instrument der Machtsicherung sehen, da viele Muslims bis in die 1950er der Ansicht waren, die Region, in der sich die beiden heiligen Städte befinden, gehöre allen Korangläubigen.
Automatisch als hedschadischer Untertan galt, wer
- hier 1914 lebend, nach Ende der osmanischen Herrschaft [1916/8] hier wohnen geblieben war.
- Eltern aus dem Hedschas hatte.
- auf dem Gebiet des Hedschas geboren war. Dies auch für Kinder von Ausländern, solange sie im Hedschas wohnten.
- im Hedschas oder angrenzenden Gebieten am oder nach dem 24. Sept. 1926 wohnte und keinen ausländischen Pass besaß.

Auf Antrag Untertan werden konnte jeder über 14 Jahre alte Moslem, der drei Jahre dort gelebt hatte, außerdem [durch den Herrscher] auf Vorschlag eines Komitees von Beamten jeder Moslem, der dem Hedschas von Nutzen sein könnte.
Ausländerinnen, die einen Untertanen des Hedschas heirateten, erhielten automatisch dadurch die Staatsbürgerschaft. Sie behielten diese auch nach einer Scheidung. Sie konnten nur durch erneute Ausländerheirat außerhalb des Territoriums ihre Untertaneneigenschaft wieder verlieren.
Untertanen durften nur mit Genehmigung der Regierung („Irade“) ihre Staatsangehörigkeit wechseln. Taten sie es ohne Erlaubnis, hatte der Wechsel für die arabische Regierung keine Gültigkeit. Sie konnten ihrer Staatsangehörigkeit verlustig erklärt werden, falls sie ungenehmigt in eine fremde Armee eintraten. Dann blieb ihnen auch die Einreise in den Hedschas dauerhaft verwehrt.
Von (nach eigenen Angaben) Ausländern verlangte man den entsprechenden Nachweis innerhalb 15 Tagen vorzulegen oder das Land innerhalb von drei Monaten zu verlassen, sofern sie nicht Untertanen werden wollten. In manchen Fällen wurde Wehrdienst oder alternativ Ausreise innert zehn Tagen verlangt.
1931 wurde die Verordnung auf das „Königreich Hedschas und Nadschd“ ausgeweitet.

### Staatsangehörigkeitsverordnung 1938
Die dritte Verordnung ersetzte die beiden vorigen, wobei ausdrücklich erwähnt wird, dass die vorher erlassenen Rechtsakte gültig blieben. Wesentliche Neuerung war die Bezeichnung „Saudi“ für die Untertanen. Volljährig war man nun mit 18 Jahren nach dem lunaren Kalender.
Als Saudis definierte man Personen:
- hier bei Kriegsbeginn lebende osmanische Untertanen, die nach Ende der osmanischen Herrschaft [1916/8] bis 1926 wohnen geblieben waren
- Kinder saudischer Eltern, gleich ob im In- oder Ausland geboren
- alle im Lande (oder an Bord saudischen Schiffes oder Flugzeugs) geborenen Kinder. Dies auch für Kinder von Ausländern; sie hatten jedoch ein einjähriges Optionsrecht, nach Erreichen der Volljährigkeit die Staatsangehörigkeit ihrer Eltern anzunehmen.

Im Ausland geborenen Kinder eines Saudi, die dadurch eine fremde Staatsbürgerschaft erlangt hatten, konnten als Volljährige für die saudische optieren.
Auf Antrag durch vizekönigliches Dekret eingebürgert werden konnte, wer:
- vor Antragstellung drei Jahre (ohne mehr als 12-monatige Unterbrechung) im Lande gelebt hatte und hier wohnen bleiben wollte
- guten Charakters und nicht mit mehr als einem Jahr Gefängnis vorbestraft war
- über Einkommen verfügte

Einbürgerungen konnten in den ersten fünf Jahren widerrufen werden, falls der Neubürger zu mehr als drei Jahren Gefängnis verurteilt wurde oder beim Antrag Falschangaben gemacht hatte.
Die Bestimmungen über das Ausscheiden blieben unverändert ggü. 1926.
Einheiratende Ausländerinnen erhielten ein Optionsrecht innerhalb eines Jahres zu erklären, dass sie nicht Saudis werden wollen.

Eine saudische Muslima, die nach Scharia-Regeln die Erlaubnis erhalten hatte, einen Ausländer zu ehelichen, verlor ihren saudische Untertanenstatus nur dann, wenn sie durch Sondererlaubnis die Genehmigung zum Verlassen des Landes (mit ihrem Ehemann) erhalten hatte und erklärte die Staatsbürgerschaft des Mannes annehmen zu wollen. In jedem Fall konnte sie nach Eheende ihre Rückbürgerung verlangen.
Zuständig waren die Provinzgouverneure, die vorgeprüfte Anträge an das Büro des Vizekönigs leiteten, der Einbürgerungsdekrete erließ. Hinsichtlich Gebühren erging eine eigene Verordnung.

## Staatsangehörigkeitsverordnung 1954
Die neue Staatsangehörigkeitsverordnung erging 1954. Die Aufgabe saudischer Nationalität ist weiterhin genehmigungspflichtig. Eine Aberkennung kann erfolgen, wenn unerlaubt eine fremde Staatsangehörigkeit angenommen wird oder eine ausländische Beamtenstelle bzw. Militärdienst geleistet wird. Solche Ausbürgerungen sind selten, bekanntestes Opfer war 1994 Osama bin Laden.
Bescheide in Staatsbürgerschaftssachen werden durch Veröffentlichung im Staatsanzeiger wirksam.
Doppelte Staatsbürgerschaft ist verboten. Adoption ist durch das islamische Familienrecht verboten, so dass hierdurch keine Staatsbürgerschaftsfragen aufkommen. Bei Findelkindern wird, bis zum eventuellen Beweis des Gegenteils, saudische Elternschaft und somit Staatsangehörigkeit angenommen.
Die Regel, dass jedes im Lande geborene Ausländerkind bei Erreichen der Volljährigkeit die saudische Staatsangehörigkeit verlangen konnte, wurde 1970 abgeschafft.

### Einbürgerungsverfahren
Allgemeine Vorbedingungen sind, dass der volljährige Antragsteller sich legal im Lande aufhält, zehn Jahre eine (jährlich zu erneuernde) Aufenthaltserlaubnis hat, Arabisch spricht und keine Vorstrafen zu mehr als sechs Monaten Haft hat. Das Ausländer(arbeits)recht ist so gestaltet, dass nur wenige gering qualifizierte Gastarbeiter die Anwartzeiten für ein Daueraufenthaltsrecht (iqama) erfüllen können. Ein mehr als einjähriger Auslandsaufenthalt unterbricht die Anwartszeit.
Weiterhin muss der Antragsteller einen dem Königreich nützlichen Beruf ausüben. Ob dies vorliegt, prüft eine dreiköpfige Kommission aus Beamten, darunter ein Jurist, die nach einem Punktesystem urteilt, maximal gibt es 33, von denen 23 zu erreichen sind:
- akademische Bildung, max. 13 Punkte für Dr. med. oder Dr. ing., andere Promotionen 10. Ein Bachelor ist 5 wert, ein Master 8 Punkte.
- Familienbindungen mit Saudis, jeweils 2–3 Punkte, Maximum 10.
- Daueraufenthaltserlaubnis[7] mindestens fünf Jahre, Maximum 10 Punkte nach zehn Jahren.

Nach erfolgreicher Vorprüfung sind Erklärung über islamische Religionszugehörigkeit, geleisteten ausländischen Wehrdienst, arabische Sprachkenntnisse, Vermögensnachweise, Gesundheitszeugnis usw. beizubringen.
Von der Kommission wird eine Empfehlung der zuständigen Abteilung des Innenministeriums zugeleitet. Der Minister war bis Januar 2023 formell für die Verleihung (im Namen des Königs) zuständig, seitdem wird diese Aufgabe wieder vom Premierminister ausgeführt, der jedoch der Empfehlung des Innenministeriums folgt. Das Verfahren selbst wird schleppend abgewickelt.

Bei dem Staat nützlichen Hochqualifizierten, die nominiert werden, kann auf Vorbedingungen zur Einbürgerung verzichtet werden.
Ehefrauen, unter Vormundschaft stehende weitere weibliche Familienmitglieder und minderjährige Kinder werden mit eingebürgert. Kinder, die so mit eingebürgert wurden, können im Jahr nach Erreichen der Volljährigkeit ihre Rückbürgerung verlangen.
Einbürgerung können widerrufen werden, wenn der Neubürger innerhalb von zehn Jahren zu mehr als einem Jahr Gefängnis oder wegen „moralischer Vergehen“ nach der Scharia verurteilt wird.
Ebenso ist die Aberkennung möglich, wenn beim Antrag Falschangaben gemacht wurden.
Frauen
Durch Gesetzesänderung 1960 erhielten einheiratende Ausländerinnen automatisch die Staatsbürgerschaft, sofern sie fremde Staatsbürgerschaften aufgaben.

Heute gilt für ausländische Frauen, die einen Saudi geheiratet haben (was für diese je nach Herkunftsland der Frau genehmigungspflichtig sein kann) abweichend, dass die Ehe mindestens fünf Jahre bestehen muss und das Paar im Lande lebt. Die Frau muss andere Staatsangehörigkeiten aufgeben und darf nicht vorbestraft sein. Früher galt als Nebenbestimmungen, dass die Ehe mindestens zehn Jahre bestand und mindestens drei gemeinsame Kinder hervorgegangen sein mussten.

Hat sie eheliche Kinder geboren oder nahe saudische Verwandte oder ist selbst im Lande geboren, reichen vier Jahre Wartezeit.
Ausländerheirat ist genehmigungspflichtig und für Saudis in sicherheitsrelevanten Berufen sowie Mitglieder der weitläufigen Herrschersippe ganz verboten. Eine Erlaubnis wird normalerweise nur erteilt, wenn eine saudische Frau 30–50 Jahre alt ist. Saudische Männer, die eine Ausländerin heiraten wollen, müssen 45–65 Jahre alt sein.
Für Witwen saudischer Männer gilt, dass sie, um eingebürgert werden zu können, nach dessen Tod nicht wieder geheiratet haben dürfen und mindestens ein (fast) volljähriges Kind haben müssen. Zudem sind keine Vorstrafen und die Aufgabe bestehender Staatsangehörigkeiten Bedingung. Seit 2007 gilt dies analog auch für von Saudis geschiedene Ausländerinnen.
Beim vom Premier genehmigten Ausscheiden eines Mannes aus der Staatsbürgerschaft gilt dies mit für die saudische(n) Ehefrau(en), sofern diese die neue Staatsbürgerschaft des Mannes mit annehmen (können). Sie kann innerhalb eines Jahres die Beibehaltung erklären. Kinder, die so mit ausgebürgert wurden, können im Jahr nach Erreichen der Volljährigkeit ihre Rückbürgerung verlangen.
Kinder saudischer Frauen
In Saudi-Arabien wohnten 2020 rund 13,1 Millionen Ausländer (38,4 % der Bevölkerung), davon legal 1,8 Millionen Jemeniten. Weitere zwei Millionen sind „Mehr-Generationen“-Gastarbeiter, d. h. in Saudi-Arabien geboren (Mawalid al-Saudia), mit weitgehendem Abschiebeschutz. Die Zahl der Ehen zwischen ausländischen Männern und saudischen Frauen explodierte von 1925 im Jahre 2013 auf rund 700.000 zehn Jahre später. Verheiratete ausländische Männer erhalten dann eine Aufenthaltserlaubnis ohne den sonst üblichen Bürgen. Für Kinder aus diesen Beziehungen war ein Erwerb der saudischen Staatsbürgerschaft über die mütterliche Linie an sich ausgeschlossen, außer der Vater ist staatenlos. Töchter aus solchen Beziehungen konnten nur durch Hochzeit mit einem Saudi die Staatsangehörigkeit erlangen, Söhne auf Antrag bei Volljährigkeit. Seit März 2023 darf für diese nun innerhalb eines Jahres nach Erreichen der Volljährigkeit die saudische Staatsbürgerschaft beantragt werden, sofern sie als muslimische (!) Kinder im Lande daueraufenthaltsberechtigt sind, was möglich ist, wenn sie vor ihrem siebten Geburtstag schon im Lande gelebt haben. Gleiches gilt für Kinder eines ausländischen Mannes mit einer Saudi, sofern diese Arabisch sprechen und bei Antragstellung nicht vorbestraft sind.

## Staatenlose und Flüchtlinge
Kein arabisches Land ist dem Staatenlosen-Übereinkommen beigetreten.

### Bidun
Die Bezeichnung „Biduns“ (wtl.: „ohne“) für Staatenlose ist auf der gesamten arabischen Halbinsel üblich. Diese sind hauptsächlich Nachfahren nomadisierender Beduinen-Stämme, die entweder sich nicht mit Ibn Saud verbündet hatten oder in Randgebieten des Landes lebten, als es wirkliche Landesgrenzen oder Verwaltung in der Region nicht gab.
In den Jahren nach dem Zweiten Weltkrieg und mit aufkommendem Wohlstand durch die aus dem Westen gekommenen Milliarden für Heizöl nach 1973, als eine Verwaltung entstand, unterließen sie es, sich amtlich zu registrieren. Bei der damals hohen Analphabetenrate überrascht das nicht. Erstmals wurden sie als eigene Kategorie bei einer Volkszählung Ende der 1970er Jahre erfasst.
Als Staatenlose bzw. „illegale Zuwanderer“ waren sie vollkommen rechtlos, von Grundbesitz und Zugang zu staatlichen Leistungen, Erwerb eines Führerscheins, Schulbildung usw. sind sie ausgeschlossen, weil sie die heute vergebene Personenkennziffer, die auch für die Sozialversicherung nötig ist, nicht erhalten. Das Recht auf einen Namen und eine Staatszugehörigkeit, das ihren Kindern gem. Art. 7 der von den ratifizierten UN-Kinderrechtskonvention zusteht, wird ignoriert. Je nach Quelle schätzte man um 2004 ihre Zahl auf 70.000 bis 250.000.
Nachdem man regierungsseitig das Problem anerkannt hatte, begann man diesem Personenkreis ab 2009 wie Ausländern „Aufenthaltserlaubnisse“ auszustellen, die fünf Jahre gültig waren und die Eröffnung eines Bankkontos und Zugang zur Krankenversicherung ermöglichten. Das wurde ab 2014 zur sogenannten „schwarzen Karte“ weiterentwickelt, wodurch Inhaber weitergehende Rechte als Gastarbeiter, aber weniger als Vollbürger haben. Normale Reisepässe bekommen sie nicht. Wer die Karte nicht rechtzeitig verlängert, fällt wieder aus dem System. Kinder von Bidun-Vätern mit saudischen Müttern werden seit 2004 ab Geburt Saudis, da der Vater als staatenlos gilt. Die Regeln wurden 2018 geändert, auch weil einige kuwaitische Bidun einsickerten, die dort noch schlechter behandelt werden.
Die niedrigere Schätzung der Bidun bezieht sich nur auf die zunächst anerkannten, rund 70.000 Angehörigen der „vier Stämme:“ Aniza, Schammar, Utaiba und Bani Chalid. Diese erhielten als erste die schwarze Karte. Durch mehrere Dekrete wurden bis 2018 gut 50.000 eingebürgert.
Katar entzog 2004 etwa 6000 Personen des al-Ghufrān-Klans vom nomadisierenden Stamm der Murra ihre Staatsangehörigkeit, weil diese (angeblich) zugleich Saudis gewesen wären und daraufhin ausgewiesen wurden. Der wahre Hintergrund dürfte die Beteiligung der Sippe 1996 am Putschversuch gegen den Usurpator Hamad bin Khalifa Al Thani gewesen sein.
Eine weitere Gruppe Staatenloser sind „die im Königreich geborenen“ (mawalid al-mamlaka), deren ausländische Großväter z. B. ihre Aufenthaltserlaubnis überzogen hatten und die nach dem Wegfall des ius soli 1970 nicht Bürger wurden.
Die de facto staatenlose Viertelmillion Palästinenser werden also solche nicht gezählt und auch nicht als Flüchtlinge betrachtet. Es wird argumentiert, man wolle durch einen gesicherten Status ihre Möglichkeit zur Heimkehr ins besetzte Mutterland nicht behindern. Die meisten sind „Mehr-Generationen“-Gastarbeiter, 2021 geschätzt 287.000. Will man aus politischen Gründen ihre Zahl verringern, schiebt man sie zu tausenden nach Jordanien ab.

### Asylpolitik
Zwar sieht das Grundgesetz von 1992 in Art. 42 vor, dass Asyl gewährt werden kann, sofern dies im öffentlichen Interesse ist, an sich bleiben Flüchtlinge und Asylanten aber unerwünscht. Wie alle arabischen Länder hat Saudi-Arabien hat das Abkommen über die Rechtsstellung der Flüchtlinge von 1951 samt dem Protokoll 1967 nicht gezeichnet.
Asyl, mit Arbeitserlaubnis, gewährt man aus tagespolitischen Gründen auf dem Verordnungswege, so 1974–79 im Großraum Dschidda rund 30.000 eritreischen Freiheitskämpfern der ELF, Idi Amin, Muslimbrüdern oder 2014 200.000 vor 2008 als Pilger eingereiste „Rohingya“, die dann ggf. wieder in ihre Heimat Bangladesch abgeschoben wurden. Birmanisch-muslimische Flüchtlinge waren schon seit dem Putsch 1962 tausende gekommen. Etliche der frühen dieser Zuwanderer wurden unter Abdul Aziz eingebürgert, mit Nachkommen schätzt man heute eine Viertelmillion. Von äthiopischen, eritreischen und somalischen Wirtschaftsflüchtlingen, die über den Jemen einsickern, wird so gut wie niemand lange genug im Lande toleriert, um Daueraufenthaltsrecht erhalten zu können.
Erst als man sich als Klientelstaat der USA im ersten Irakkrieg zur Aufnahme von Kriegsflüchtlingen genötigt sah, begann man, als 35.000 Iraker in den Lagern bei Al Artawiyah und Rafha lebten, mit dem UNHCR zu kooperieren. Hier ging es der Regierung darum, die Leute schleunigst in andere Länder zu vermitteln. 2018 gab es noch 1392 als anerkannte Flüchtlinge im Land, ein Jahr später 260, dazu noch 2300 dieser Asylanten.

2019 schätzte das UNHCR etwa 800.000 Syrer und 470.000 Afghanen im Lande. Eine dauerhafte Aufnahme ist nicht vorgesehen. Die Saudis gingen von (kriegsbedingt) 3½ Millionen Jemeniten aus, von denen weniger als die Hälfte mit Papieren im Land sind.